# Пивной джем
Пивной джем (англ. Beer jam), также пивное желе (англ. Beer jelly)  — это джем, приготовленный с пивом в качестве основного ингредиента. Возможен сладкий или пикантный джем, некоторые варианты имеют сиропообразную консистенцию. Его можно использовать для глазирования мяса и овощей или в качестве приправы, соуса. Пивной джем изготавливается в домашних условиях, а также коммерческими компаниями.

## Обзор
Основным ингредиентом пивного джема является пиво. В результате испарения алкоголя в процессе приготовления пивной джем может быть безалкогольным. Используются различные сорта пива, такие как эль, темное пиво и стаут.
Некоторые виды имеют сиропообразную консистенцию, а не джемовую или желеобразную ; сиропообразные версии используются в напитках и коктейлях, таких как пивной джем Manhattan.
Простые версии могут состоять только из пива и пектина (желатина), но другие типы, как сладкие, так и соленые, бывают более сложные. Сладкие разновидности могут включать сахар, душистый перец, гвоздику, апельсиновую цедру, анис, лимон и стручок ванили, в то время как соленые вариации могут использовать помидоры, лук-шалот, тёртый сыр пармезан, оливковое масло, розмарин, бальзамический уксус и сахар или коричневый сахар в качестве ингредиентов.

## Использование
Пивной джем можно использовать в качестве начинки для выпечки, например, печенья, в качестве соуса для мясных и овощных блюд, а также в качестве дополнения к таким продуктам, как сыр, колбасные изделия и крекеры и т. д.

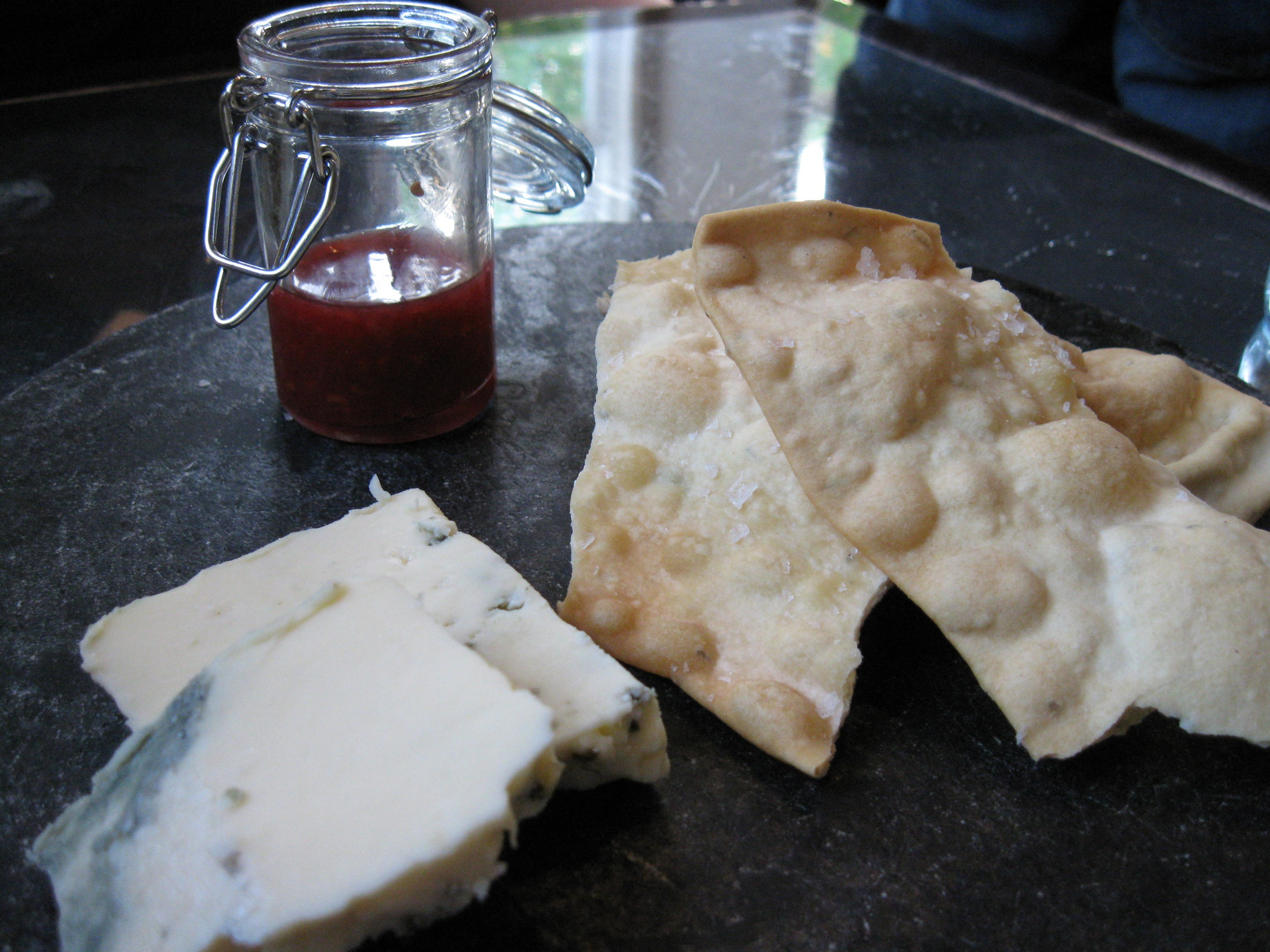
Малиново-ванильный пивной джем с лепёшкой и голубым сыром
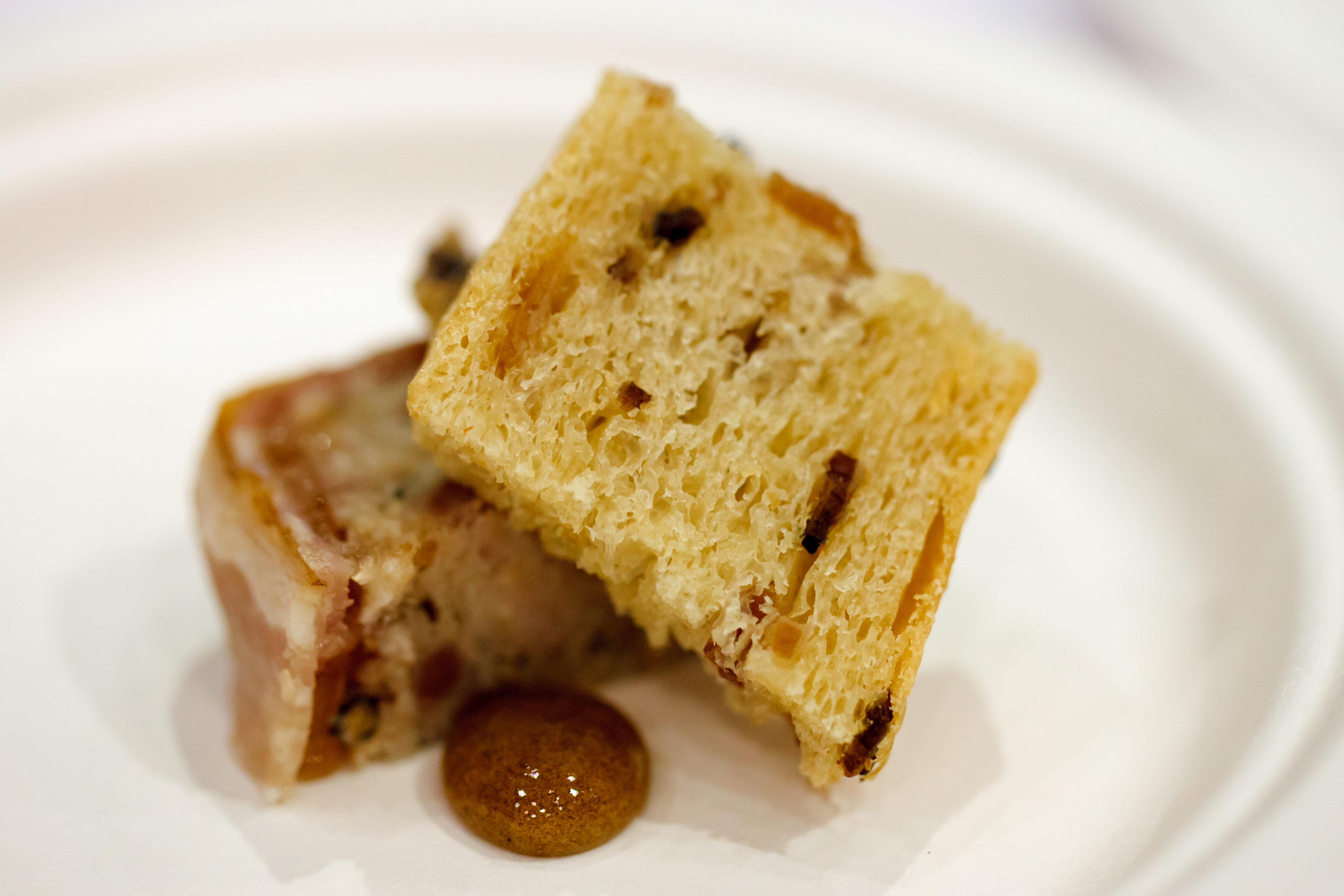
Капля пивного джема с холодцом
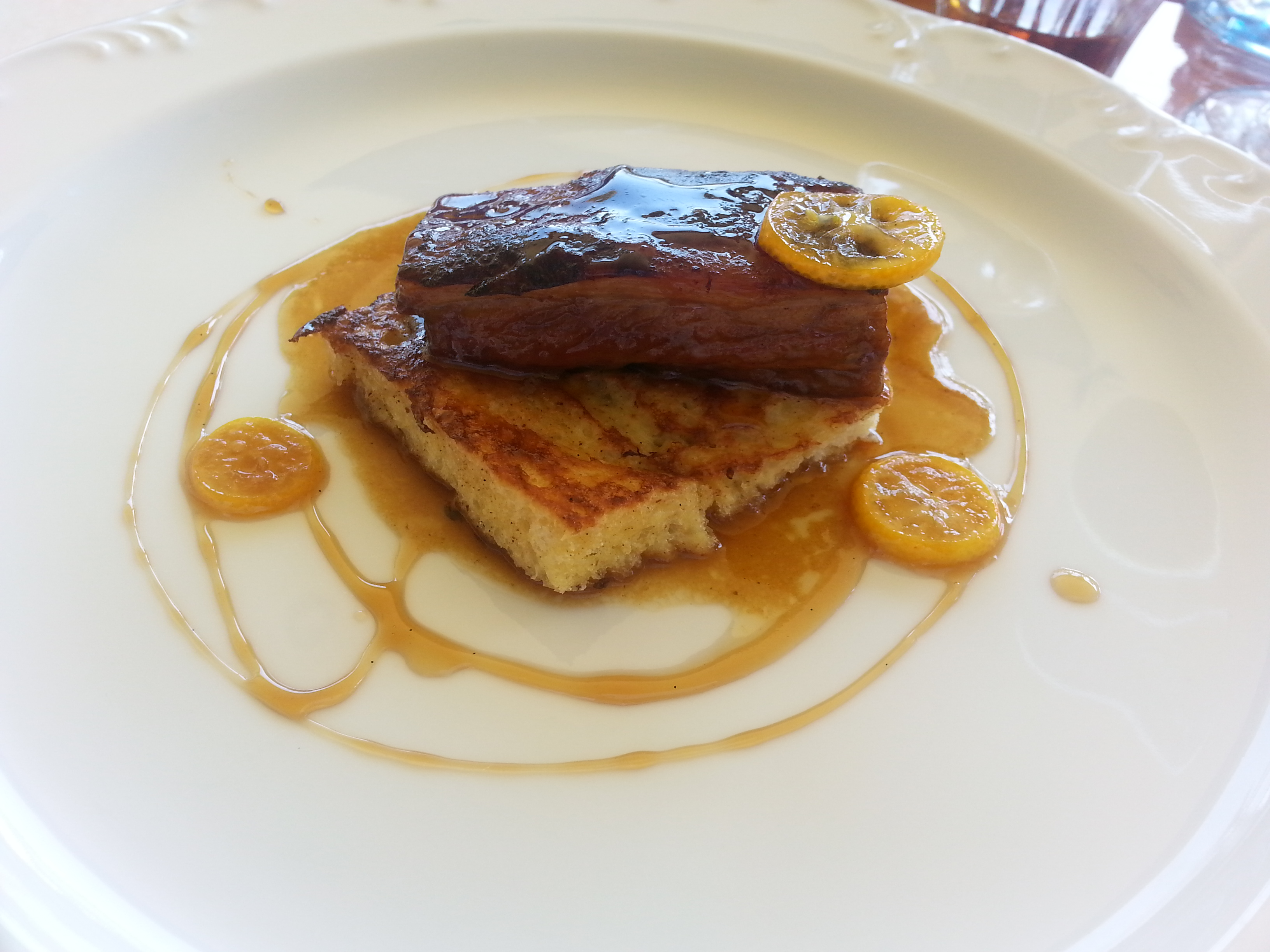
Французские тосты и свиная грудинка с пивным джемом
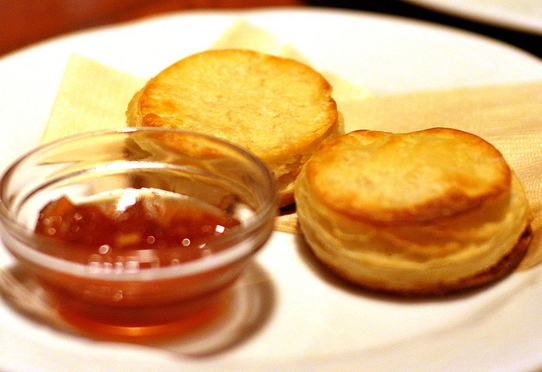
Домашние сконы с вишневым пивным джемом